# Малнава

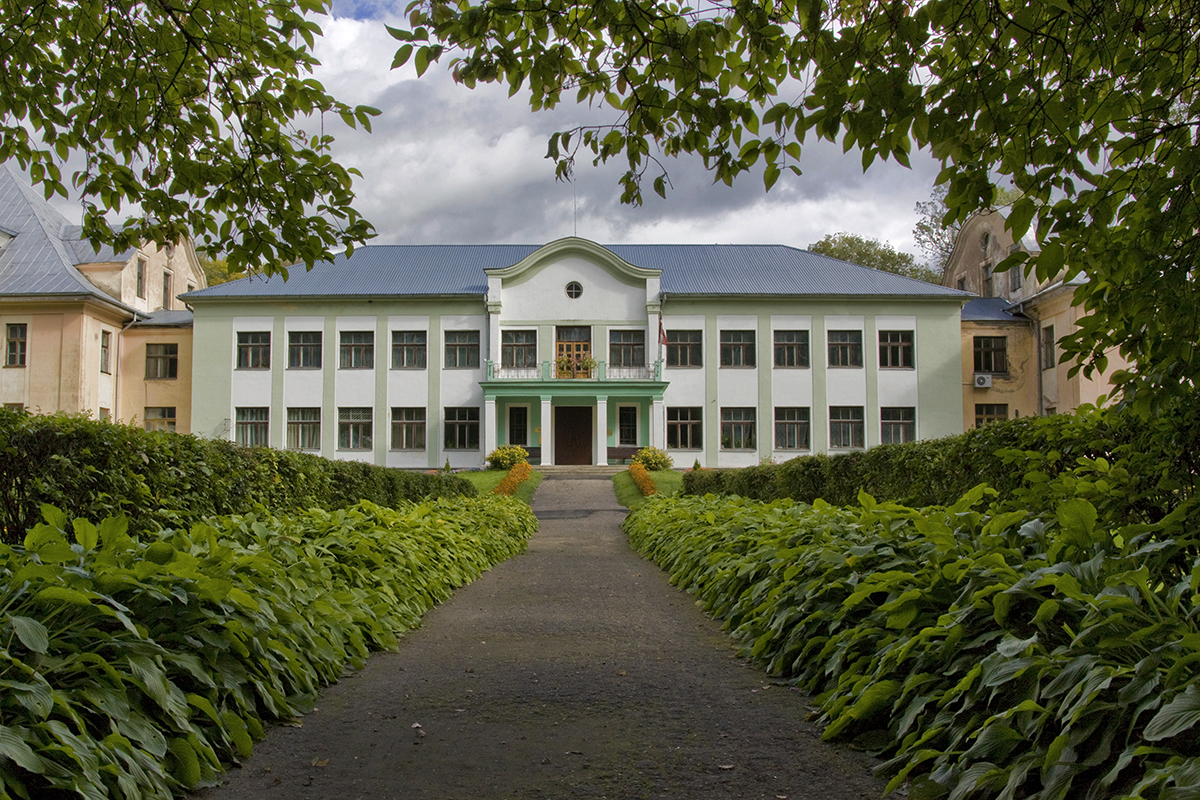
Бывшее поместье Малнава

Ма́лнава (латыш. Malnava) — населённый пункт в Карсавском крае Латвии. Административный центр Малнавской волости.

## История
Ранее в селе располагалось поместье Малнава (Малнов). В советское время населённый пункт был центром Малнавского сельсовета Лудзенского района.
В годы войны Малнаву посещал Адольф Гитлер. Целью его визита было совещание с руководителями Группы Армий «Север».

## География
Находится примерно в километре к юго-востоку от Карсавы у региональной автодороги P50 (Карсава — российская граница).

## Население
По данным на 2017 год, в населённом пункте проживало 337 человек.

## Инфраструктура
В селе располагался Малнавский совхоз-техникум (в бывшем поместье, ныне — сельскохозяйственный колледж). Также есть волостная администрация, детский сад, фельдшерско-акушерский пункт, почтовое отделение, музей колледжа, магазин.